# العلاقات الأسترالية الفيجية
العلاقات الأسترالية الفيجية هي العلاقات الثنائية التي تجمع بين أستراليا وفيجي.

## مقارنة بين البلدين
هذه مقارنة عامة ومرجعية للدولتين:
| وجه المقارنة                                              | أستراليا                                   | فيجي                                                                 |
| --------------------------------------------------------- | ------------------------------------------ | -------------------------------------------------------------------- |
| المساحة (كم2)                                             | 7.69 مليون                                 | 18.27 ألف                                                            |
| عدد السكان (نسمة)                                         | 24.51 مليون                                | 915.30 ألف                                                           |
| الكثافة السكانية (ن./كم²)                                 | 3.19                                       | 50.1                                                                 |
| العاصمة                                                   | كانبرا، ملبورن                             | سوفا                                                                 |
| اللغة الرسمية                                             | لغة إنجليزية                               | لغة إنجليزية، اللغة الفيجية، اللغة الفيجي الهندية، اللغة الهندستانية |
| العملة                                                    | دولار أسترالي، جنيه إسترليني، جنيه أسترالي | دولار فيجي                                                           |
| الناتج المحلي الإجمالي (بليون دولار)                      | 1.32 تريليون                               | 5.06 مليار                                                           |
| الناتج المحلي الإجمالي (تعادل القوة الشرائية) بليون دولار | 1.10 تريليون                               | 8.32 مليار                                                           |
| الناتج المحلي الإجمالي الاسمي للفرد دولار أمريكي          | 56.31 ألف                                  | 4.96 ألف                                                             |
| الناتج المحلي الإجمالي للفرد دولار أمريكي                 | 45.92 ألف                                  | 8.79 ألف                                                             |
| مؤشر التنمية البشرية                                      | 0.939                                      | 0.727                                                                |
| رمز المكالمات الدولي                                      | +61                                        | +679                                                                 |
| رمز الإنترنت                                              | .au                                        | .fj                                                                  |
| المنطقة الزمنية                                           |                                            | ت ع م+12:00                                                          |

## منظمات دولية مشتركة
يشترك البلدان في عضوية مجموعة من المنظمات الدولية، منها:
| علم المنظمة | اسم المنظمة                               | تاريخ انضمام أستراليا | تاريخ انضمام فيجي |
| ----------- | ----------------------------------------- | --------------------- | ----------------- |
|             | يونسكو                                    | 4 نوفمبر 1946         | 14 يوليو 1983     |
|             | مؤسسة التمويل الدولية                     | 20 يوليو 1956         | 12 يوليو 1979     |
|             | المركز الدولي لتسوية المنازعات الاستشارية | 1 يونيو 1991          | 10 سبتمبر 1977    |
|             | بنك التنمية الآسيوي                       | 1966                  | 1970              |
|             | منظمة حظر الأسلحة الكيميائية              | ?                     | ?                 |
|             | مؤسسة التنمية الدولية                     | 24 سبتمبر 1960        | 29 سبتمبر 1972    |
|             | منظمة التجارة العالمية                    | ?                     | ?                 |
|             | وكالة ضمان الاستثمار متعدد الأطراف        | 10 فبراير 1999        | 24 سبتمبر 1990    |
|             | الاتحاد البريدي العالمي                   | ?                     | ?                 |
|             | الاتحاد الدولي للاتصالات                  | 27 مايو 1878          | 5 مايو 1971       |
|             | منظمة الشرطة الجنائية الدولية             | ?                     | ?                 |
|             | الأمم المتحدة                             | 1 نوفمبر 1945         | 13 أكتوبر 1970    |
|             | البنك الدولي للإنشاء والتعمير             | 5 أغسطس 1947          | 28 مايو 1971      |
|             | المنظمة الهيدروغرافية الدولية             | ?                     | ?                 |

## أعلام
هذه قائمة لبعض الشخصيات التي تربطها علاقات بالبلدين:
- أشتون سيمز (لاعب دوري رغبي أسترالي، 26 فبراير 1985 – )
- بيدرو فيرجيل (مصور أسترالي، 28 أغسطس 1973 – )
- طارق سيمز (لاعب دوري رغبي أسترالي، 9 فبراير 1990 – )
- كان إيفانز (لاعب دوري رغبي أسترالي، 9 يناير 1992 – )
- ماري موريس (ممثلة بريطانية، 13 ديسمبر 1915[29][30][31] – 14 أكتوبر 1988[29][30][31])

## وصلات خارجية
- موقع وزارة الخارجية الأسترالية
- موقع وزارة الخارجية الفيجية